# 大台南公車紅幹線
大台南公車紅幹線為全市6條幹線公車之一，由興南客運營運。起站由安平工業區出發，行經臺南火車站、仁德、歸仁，終點至關廟轉運站，為配合地方民眾需求將部分班次延長行駛至龍崎。紅幹線的主題公車為「文化建築」（內容為奇美博物館、林百貨、歸仁美學館、龍崎竹炭博物館等），本線係由原本往關廟龍崎方向的公路客運路線改制而成，於2013年8月1日正式通車。
根據2019年運量統計，本線運量為139萬8580人次，是全臺南市公車路線運量第六高的路線。

## 歷史
- 2013年8月1日：因應大台南公共運輸政策，原興南客運7659、7660、7661路公路客運改制為紅幹線，並於同日通車。
- 2013年8月30日：早晚各兩班次繞駛「新豐高中」及「歸仁國中」站，原善化寺站暫不停靠。
- 2013年10月7日：新增「永成路三段」、「田寮里」招呼站。
- 2013年11月1日：早上6:30安工開不繞駛新豐高中。
- 2014年1月1日：新增「開南公園」招呼站。
- 2014年1月20日：新增「歸仁市場」招呼站。
- 2015年2月7日：新增「崁腳」招呼站（往關廟站）。
- 2015年8月1日：新增「崁腳」招呼站（往安平工業區）。
- 2015年9月1日：平日清晨增開「安平工業區－歸仁公所」區間車。
- 2015年10月1日：新增「燕窩觀光工廠」招呼站。
- 2016年1月1日：新增「歸仁文化中心」招呼站。
- 2016年5月25日：配合關廟轉運站啟用，原「關廟站」更名為「關廟國中」、「果菜市場」站更名為「關廟轉運站」，紅幹線主線起迄點則延伸至關廟轉運站。
- 2016年11月20日：新增「至善橋」招呼站（往安平工業區）。
- 2017年3月24日：新增「縣知事官邸」招呼站。
- 2018年4月23日：新增「台南醫院」招呼站。
- 2018年6月18日：新增「衛生局」招呼站。
- 2018年6月27日：原「歸仁公所」站更名為「歸仁區公所」。
- 2021年9月1日：「安平工業區－歸仁區公所」區間車停駛。
- 2021年9月15日：原「貝汝流通」站更名為「南紡世貿展覽中心」。
- 2022年9月23日：原「台南站」更名為「西門健康立體停車場」。
- 2022年12月15日：原「嘉南療養院」站更名為「嘉南療養院／胸腔病院」。
- 2022年12月27日：因應東門陸橋施工作業暫時改道府連地下道，不停靠「東門教會」站，臨時停靠「胸腔病院」、「東城郵局（臨時站）」。
- 2024年2月1日：原「東門圓環」站更名為「東門圓環、新樓醫院」。
- 2024年4月10日：原「南紡世貿展覽中心」站更名為「台39路口」。
- 2025年1月1日：原「小西門（大億麗緻）」站更名為「小西門（西門路）」。
- 2025年5月16日：新增「虎尾、和平里」招呼站，原「富強市場」站更名為「富強市場（東門路）」。

## 路線基本資料
- 全程行車里數：21.2公里（延駛龍崎25.6公里）。
- 全程行車時間：約75分（至龍崎80分）。
- 行經行政區域：臺南市南區、中西區、東區、仁德區、歸仁區、關廟區、龍崎區。
- 主要行駛道路：新和路、中華南路二段、永成路三段、西門路、中正路、中山路、北門路一段、東門路，以及市道182號。
- 日運量約4544人，全線皆以低地板公車行駛。

### 停站
- 參見右側站牌路線圖。

### 收費
- 依里程計費，刷卡前8公里免費，轉乘再優惠9元。

### 紅線配車
- 關廟站配車行駛紅幹線，亦行駛部分紅支線班次。
- 2014年 2輛申沃SWB6127：416-U9、418-U9
- 2014年 2輛VOLVO B7RLE：422-U9、427-U9
- 2015年 3輛申沃SWB6127：058-U9~060-U9
- 2016年 13輛VOLVO B7RLE：081-U9~093-U9、096-U9
- 2018年 6輛VOLVO B7RLE：KKA-7318、KKA-7320~KKA-7322、KKA-7326、KKA-7351
- 2019年 3輛VOLVO B8RLE：KKA-7373~KKA-7376

### 過往紅線配車
- 2002年 HINO ERK2JRL(前首都客運小窗車)：586-FS、589-FS(淘汰)
- 2002年 HINO ERK2JRL(前首都客運大窗車)：611-FS(淘汰)
- 2012年 HINO RK8JRSA：655-FS、656-FS(淘汰)
- 2013年 申沃SWB6127：682-FS、683-FS、685-FS(塗裝改為全白並改為預備車)
- 2014年 申沃SWB6127：417-U9、419-U9(塗裝改為全白並改為預備車)
- 2014年 申沃SWB6127：421-U9(塗裝改為台灣好行山博行線並改行駛綠幹支線等路線)

## 備註
1. ↑  主線起訖點
2. ↑  延駛路線起訖點

## 外部連結
- 大台南公車紅幹線路線圖&時刻表 （页面存档备份，存于）
- 大台南公車 （页面存档备份，存于）
- 興南客運 （页面存档备份，存于）